# Gordisa
Gordisa je vas na Madžarskem, ki upravno spada pod podregijo Siklósi Županije Baranja.